# مقاطعة أرغنج خواه
مقاطعة أرغنج خواه ((بالفارسية: ولسوالی ارغنج‌خواه)/(بالبشتوية: ارغنجخواه ولسوالۍ)‏) هي مقاطعة أفغانية في ولاية بدخشان. أُنشئت في عام 2005 من جزء من مقاطعة فيض آباد. يبلغ عدد سكان المنطقة حوالي 12000 شخص.